# خوسيه ديلا توري
خوسيه ديلا توري (بالإسبانية: José Della Torre) (23 مارس 1906 - 31 يوليو 1979) لاعب كرة قدم أرجنتيني . لعب في خط الدفاع مع منتخب الأرجنتين في المباراة النهائية لبطولة كأس العالم لكرة القدم 1930 والتي خسرها من منتخب الأوروغواي المستضيف 2-4.
بعد اعتزاله لعب كرة القدم اتجه ديلا توري إلى مهنة التدريب حيث قاد نادي راسينغ إلى التتويج ببطولة دوري الدرجة الممتازة سنة 1958. كما تولى تدريب نادي فيرو كاريل أويستي .